# Reino Haféssida

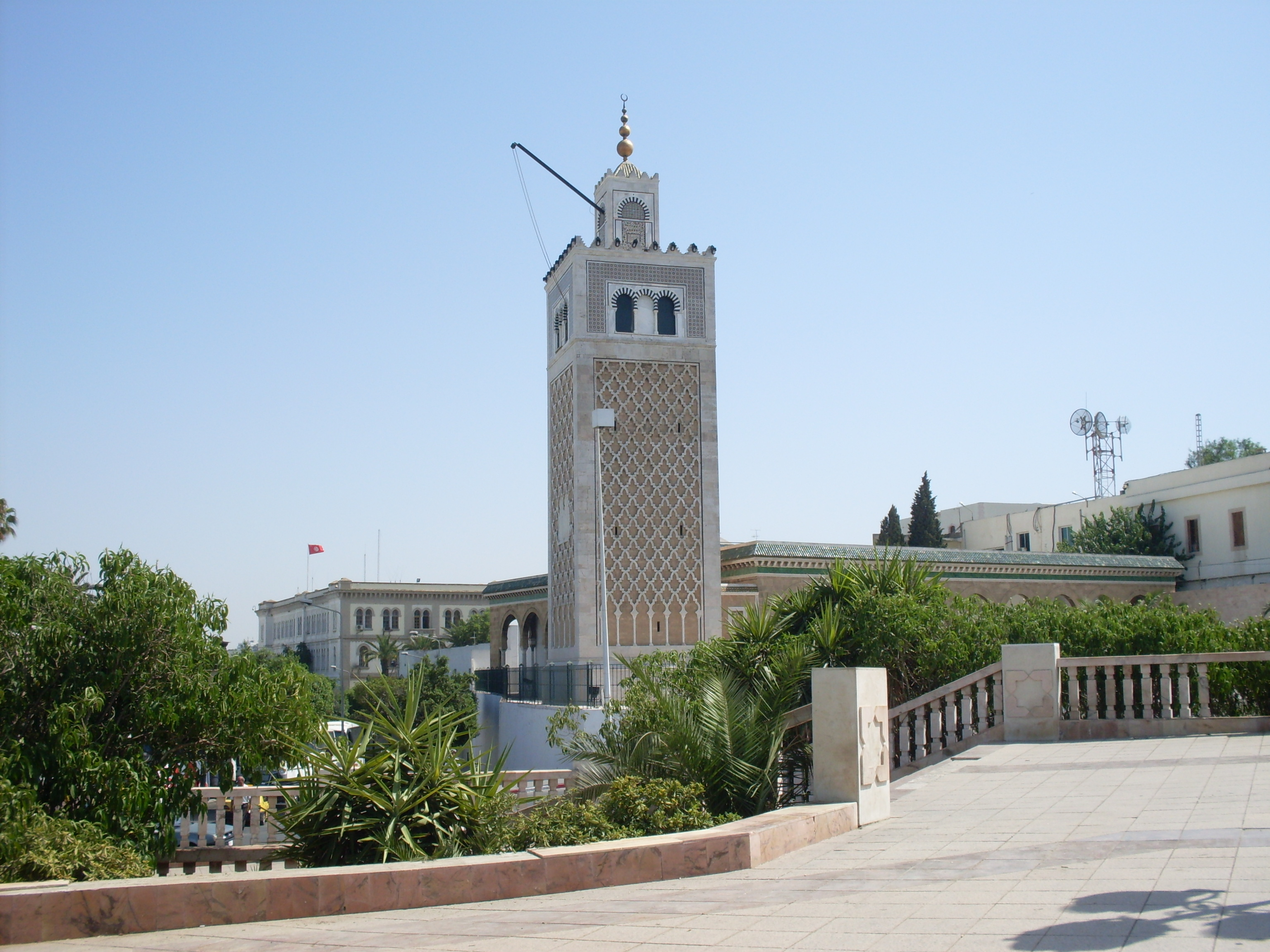
, em Tunes, construída entre 1231 e 1235 pelo soberano haféssida Abu Zacaria Iáia

Os haféssidas (em árabe: الحفصيون‎; romaniz.: al-Ḥafṣiyūn) ou Banu Hafes (Banu Hafs) foram uma dinastia berbere que governou a Ifríquia (atual Tunísia) de 1229 a 1574. No seu zénite, os seus territórios estendiam-se desde o que é hoje o leste da Argélia até ao oeste da atual Líbia.

## História
A dinastia deve o seu nome a Maomé ibne Abu Hafes, um berbere da tribo Masmuda de Marrocos, que foi nomeado governador de Ifríquia pelo califa almóada Maomé Anácer entre 1198 e 1213. Os Banu Hafes eram grupo poderoso entre os almóadas e eram descendentes de Omar Abu Hafes Alhentati, também conhecido como Omar Inti, um membro do conselho de dez membros do império e um companheiro próximo de ibne Tumarte. O seu nome original era Fesga Oumzal, que foi depois mudado para Abu Hafes Omar ibne Iáia Alhentati, seguindo a tradição de ibne Tumarte de dar outros nomes aos seus companheiros mais chegados quando eles aderiam aos seus ensinamentos religiosos.
Como governadores em nome dos almóadas, os haféssidas enfrentaram ameaças constantes dos Banu Gania, descendentes dos príncipes almorávidas que foram derrotados pelos almóadas e substituídos por estes como dinastia reinante. Os Haféssidas foram governadores de Ifríquia até 1229, quando se declararam independentes sob a liderança de Abu Zacaria Iáia, filho de Maomé ibne Abu Hafes, que reinou entre 1229 e 1249. Abu Zacaria organizou a administração e tornou Tunes o centro económico e cultural do seu império. Ao mesmo tempo, muitos muçulmanos da Andaluzia, fugidos da Reconquista levada a cabo por Castela e Aragão foram acolhidos e integrados no império, Conquistou Tremecém em 1242 e tornou os Abdaluádidas seus vassalos. O seu sucessor Maomé I Almostancir (r. 1249–1277) tomou o título de califa.
No século XIV, o império sofreu um declínio temporário. Embora por alguma tempo os Haféssidas tenham logrado subjugar o Reino de Tremecém dos Abdaluádidas (ou ziânidas), entre 1347 e 1357, foram derrotados duas vezes pelos Merínidas de Marrocos. Contudo, os Abdaluádidas não conseguiram derrotar os Beduínos. Durante o período de declínio, deu-se igualmente uma grande perda de população devido a uma epidemia de peste, que enfraqueceu ainda mais o império. Os Haféssidas acabariam por recuperar o seu império.
Sob os Haféssidas, o comércio com a Europa cristã cresceu significativamente, mas o mesmo se passou com a pirataria contra navios cristãos, particularmente durante o reinado de Abdalazize II (r. 1394–1434). Os lucros desta foram usados para um vasto programa de construção e para apoiar a arte e cultura. Contudo, a pirataria também provocou retaliações por parte do Reino de Aragão e da República de Veneza, que várias vezes atacaram as cidades costeiras tunisinas. Durante o reinado de Otomão (r. 1435–1488) os Haféssidas atingiram o seu zénite, com o comércio de caravanas através do Saara e com o Egito a serem ainda mais desenvolvidos, bem como o comércio marítimo com Veneza e Aragão. Mas ao mesmo tempo, os Beduínos e as cidades do império tornaram-se em grande parte independentes, com os Haféssidas a controlarem mais diretamente apenas Tunes e Constantina.
No século XVI os Haféssidas viram-se envolvidos nos combates entre Espanha e os corsários apoiados pelo Império Otomano. Estes conquistaram Tunes em 1534 e mantiveram-na durante um ano. Devido à ameaça otomana, os Haféssidas tornaram-se vassalos de Espanha depois de 1535. Os Otomanos voltaram a conquistar Tunes em 1569, desta vez mantendo-a por quatro anos. João de Áustria retomou a cidade em 1573 e no ano seguinte os Haféssidas reafirmaram a sua vassalagem. Maomé IV, o último califa haféssida, foi levado à capital otomana, Constantinopla, e acabaria por ser executado devido à sua colaboração com Espanha e ao desejo do sultão otomano de tomar o título de califa, pois então controlava as cidades santas de Meca e Medina. A linhagem dos Haféssidas sobreviveu ao massacre otomano através dum ramo da família que foi levado pelos espanhóis à ilha de Tenerife.

### Fundação
No início do século XIII, o Magrebe ainda se encontrava sob o domínio dos soberanos almóadas. Após a irrupção na Berbéria oriental dos irmãos Ali e Iáia ibne Gania, descendentes do Almorávidas que tinham sido depostos pelo almóada Abde Almumine. Depois de terem atravessado a Argélia vitoriosamente, os dois irmãos fundam um principado no Jeride. Ali é morto, mas o seu irmão Iáia inicia a conquista do centro e norte da Ifríquia. Logra apoderar-se de Mádia, Cairuão e Tunes em 1202, prendendo o governador almóada e os seus filhos. Seguidamente, ibne Gania pilha as cidades, as hortas e os animais que encontra.
Perante esta situação de perigo, o califa Maomé Anácer, que reinava em Marraquexe, parte ele mesmo à reconquista da Ifríquia e em fevereiro de 1206 entra em Tunes, que entretanto tinha sido abandonada pelo inimigo. O califa almóada permaneceu durante um ano em Tunes para restabelecer a autoridade almóada sobre o conjunto do território tunisino. Antes de voltar para Marrocos confia o governo da província a um dos seu fiéis lugar-tenentes, o xeque Abu Maomé Abde Aluaide ibne Abi Hafes (ou mais simplesmente Abde Aluaide ibne Hafes, uma forma arabizada do nome berbere Fascate, cujo ancestral era Inti da tribo Hintata dos Masmudas.
O novo governo foi investido de poderes mais alargados que no passado: passou a recrutar as tropas que necessitasse para manter e paz e preparar eventuais guerras, nomear os funcionários do estado, os cádis (juízes), etc. Após a morte de Abde Aluaide, o seu filho Abu Zacaria Iáia sucede-lhe em 1228. Um ano depois da sua nomeação, proclama-se independente do califa de Marraquexe sob o pretexto de que este tinha aderido ao sunismo, fundando assim a dinastia haféssida que reinará na Berbéria oriental durante três séculos e torna Tunes a capital do seu reino.

### Esplendor e declínio
Abu Zacaria alarga as fronteiras do seu estado submetendo o Magrebe central, chegando a impôr a sua suserania ao reino de Tremecém, ao Marrocos setentrional e aos nacéridas de Granada, no sul da Península Ibérica. Os Haféssidas obtêm formalmente a independência total em 1236. O sucessor de Abu Zacaria, Maomé I Almostancir, proclama-se califa em 1255 e continua a política do seu pai. É durante o seu reino que tem lugar a segunda cruzada de São Luís de França que redunda em fracasso. Tendo desembarcado em Cartago, o rei francês morre de disenteria rodeado pelo seu exército dizimado pela doença em 1270.
Depois da morte de Maomé Almostancir, estalam distúrbios que duram 40 anos. A estes juntam-se os ataques do Reino de Aragão com o qual Maomé Almostancir tinha mantido boas relações. A dinastia haféssida atravessa então um ligeiro declínio. O sul da Tunísia e a Tripolitânia separam-se da autoridade haféssida e posteriormente o sul da região de Constantina sob o controlo do emir de Bugia tornou-se praticamente independente em 1294. Bugia torna-se novamente um centro de comércio, científico e cultural próspero sob o domínio dos Haféssidas.
Abu Iáia Abu Becre Mutauaquil reunifica a unidade do estado haféssida, mas após a suas morte, o reino é novamente dividido em três partes: Tunes, Bugia e Constantina e depois em duas, quando Bugia e Constantina passam a estar sob a mesma autoridade em 1366. O estado é finalmente reunificado por Abu Abas Amade Alfadi Mutauaquil. O país conhece então um grande desenvolvimento económico e torna-se um centro de comércio da bacia do Mediterrâneo. O desenvolvimento dá-se igualmente ao nível cultural — é nesta época que vive o historiador e precursor da sociologia ibne Caldune.
Quando chegou ao poder em 1394, Abu Faris Abdalazize Mutauaquil reforçou a autoridade do poder central, pacifica o sul, apodera-se de Argel, impõe a suserania ao soberano de Tremecém, rechaça um ataque dos aragoneses contra Jerba e mantém boas relações com a generalidade dos estados cristãos. O seu neto Abu Amir Otomão prosseguiu a sua obra nos mesmos campos. Com a morte de Abu Amir Otomão inicia-se um novo período de decadência, desta vez irremediável, marcada por lutas pelo poder. No século XVI, os Haféssidas vêem-se envolvidos nas lutas entre as potências otomana e espanhola. Aliados desta última, são derrotados em 1574 na Batalha de Tunes. A Tunísia torna-se então uma província do Império Otomano. Nos séculos XV e XVI muitos mouriscos e judeus perseguidos em Espanha procuraram refúgio em território haféssida.

## Economia
Socos
A maior parte da atividade económica das cidades Haféssidas concentrava-se nos soco (suques, mercados), constituídos por redes de ruelas cobertas onde se encontravam lojas de comerciantes e de artesãos agrupadas por especialidades. Usualmente situadas em volta de uma grande mesquita, os bairros dos socos expandiram-se fortemente durante o período haféssida. Maomé Almostancir organizou em corporações os tecelões e criou fábricas de tecelagem de seda que ficaram conhecidos como funduques. Além disso fundou oficinas do estado chamadas tiraz.
Moeda
Os sultões Haféssidas cunhavam como moeda o dinar de ouro, que pesava cerca de 4,72 gramas, e o dirrã de prata, que pesava cerca de 1,5 gramas.
Alfândega
A administração aduaneira era uma instituição do estado que atingiu um certo grau de de aperfeiçoamento sob os Haféssidas. O diretor das alfândegas, ou superintendente era sempre considerado um dos principais xeques do império. Colaborava na conclusão dos tratados e era frequente receber plenos poderes para os negociar. A alfândega era também o lugar onde se efetuava grande parte das operações de compras e vendas entre europeus e árabes.
Comércio
Os negociantes estabelecidos em Tunes nessa época eram quase todos originários dos estados da península Itálica com os quais o califa haféssida tinha assinado tratados de comércio: genoveses, venezianos, pisanos, florentinos, mas também catalães.
Os comerciantes cristãos alojavam-se em funduques ou caravançarais situados fora das muralhas das cidades. Os funduques eram grandes edifícios quadrados fechados com paredes sem janelas, que tinham uma só porta que dava acesso a um pátio para o qual se abriam os alojamentos e as lojas dos mercadores. Na época haféssida, o funduque dos genoveses e o dos venezianos dispunham de capelas onde era celebrada missa todas as manhãs.
O comércio de exportação e importação com a Europa estava maioritariamente nas mãos dos negociantes italianos. Exportava-se trigo, azeite, tâmaras, amêndoas e sobretudo lãs, couros e peles. Importavam-se grandes quantidades de lã, algodão e seda, vinho, papel, armas e lingotes de ouro e de prata à cunhagem de moeda e joalheria. Todos estes produtos pagavam, em princípio, um imposto de 10%, ou dízimo. O comércio de especiarias fazia-se também com o Oriente.

## Cultura

### Vida intelectual
Na corte haféssida brilhavam os poetas, versejadores hábeis cuja principal produção literária era o elogio do soberano. O interesse de Abu Zacaria Iáia pela cultura em geral levou-o a constituir uma biblioteca de 30 000 manuscritos que punha à disposição dos letrados. Alguns médicos, a maioria deles do Alandalus, mantiveram a qualidade da medicina ligada às tradições médicas legadas pelas escola de Cairuão, mas sem originalidade nem descobertas.
O reino haféssida também deixou a sua marca na história intelectual da humanidade através do historiador e filósofo ibne Caldune.
A vida intelectual da Ifríquia está ligada indiretamente ao percurso de alguns europeus. O maiorquino Anselm Turmeda (ou Abedalá Atarjumane; 1355–1423) renunciou ao cristianismo e converte-se ao islão quando chegou a Tunes em 1388. Leão, o Africano foi feito prisioneiro em Trípoli em 1520, quando regressava duma viagem ao Oriente, e levado para Nápoles, onde redige em italiano a sua famosa obra Descrição de África; batizado em Roma pelo papa, provavelmente morreu em Tunes antes de 1550.